# La Unión (El Salvador)
La Unión (kompletter Name: Ciudad de San Carlos de La Unión) ist eine Gemeinde und gleichzeitig die Hauptstadt des Departamento La Unión in El Salvador. Sie befindet sich direkt an der Bucht von La Unión am Golf von Fonseca und 150 km südöstlich von der salvadorianischen Hauptstadt San Salvador entfernt. Die Gemeinde hat insgesamt eine Fläche von 59,2 km² und ist in 12 Kantone aufgeteilt, in denen insgesamt 34.045 Einwohner leben. Damit ist sie auch die größte Stadt im Departamento La Unión.

## Hafen
Der erste Hafen der Stadt wurde im Jahr 1915 fertiggestellt. Der neue Hafen mit einer Fläche von insgesamt einer Million Quadratmeter wurde von der Comisión Ejecutiva Portuaria Autónoma (kurz: CEPA) geplant. Baubeginn war 2009 und die Fertigstellung ist für 2015 vorgesehen. Nach der Inbetriebnahme wird auch dieser neue Hafen von CEPA verwaltet. Wenn der Hafen fertig ist, wird er der größte in El Salvador sein.

## Persönlichkeiten der Stadt
- Hugo Lindo (1917–1985), Schriftsteller, Diplomat und Politiker